# السربة (المحويت)

تعديل مصدري - تعديل

السربة هي إحدى قرى عزلة المجاديل بمديرية المحويت التابعة لمحافظة المحويت، بلغ تعداد سكانها 115 نسمة حسب تعداد اليمن لعام 2004.